# 扎魯夫
扎魯夫是波蘭的城鎮，位於該國西南部，距離首府弗罗茨瓦夫45公里，由下西里西亞省負責管轄，面積6.16平方公里，鎮上的煤礦自1847年被開採，2006年人口6,902。
50°56′N 16°29′E / 50.933°N 16.483°E